# Funkční generativní popis
Funkční generativní popis (FGP) je gramatická teorie rozvíjená od 60. let 20. století na Univerzitě Karlově v Praze skupinou kolem Petra Sgalla. Jeho cílem je podobně explicitní a formalizovatelný popis jazyka jako generativní gramatika Noama Chomského, navazuje však na práci Pražské lingvistické školy, která klade důraz na funkční pojetí jazyka a využívá závislostní syntaxi, která je vhodnější pro popis češtiny.
FGP se skládá z generativní složky, která generuje věty na nejvyšší rovině takzvané tektogramatické reprezentace, a překladových složek, které transformují tektogramatické zápisy na nižší úrovně:
- tektogramatická rovina
- rovina povrchové syntaxe (v pozdějších pracích vypouštěná)
- morfematická rovina
- fonologická rovina
- fonetická rovina

Přičemž forma nižší roviny vyjadřuje funkci ve vyšší rovině. V 90. letech 20. století se FGP stal základem anotačního schématu Pražského závislostního korpusu.